# マルバネコノメソウ
マルバネコノメソウ（丸葉猫の目草、学名：Chrysosplenium ramosum）は、ユキノシタ科ネコノメソウ属の多年草。別名、マルバネコノメ。

## 特徴
植物体には軟毛が生じる。花後、花茎の基部から走出枝が多数出る。走出枝は淡緑色で細く、よく分岐し、白色の毛が散生し、葉が対生する。根出葉は長さ約1cmになり、葉身はほぼ円形、基部は円形または切形になり葉柄があり、縁には3-4個の浅く内曲した鈍鋸歯がある。花時にはふつう枯死している。花茎は高さ7-15cmになり、開出する白色毛が散生する。茎葉は1-2対が対生し、葉身は卵形から扇形で、先は円形、基部はくさび形になり、縁には3-7個の低い鈍鋸歯がある。
花期は5-7月。花序にまばらに花をつける。花序を取り囲む苞葉は、長さ幅ともに5-15mm、緑色から黄緑色で、茎葉とほぼ同じ扇形をしている。花の径は3.5-5mm。萼裂片は4個で花時に平開し、長さは1-1.5mmになり、広卵形または卵状菱形で先端は鈍形または円形になり、色は緑色になる。花弁は無い。雄蕊は8個あり、長さ0.6-0.8mmと萼裂片より短く、花時に斜上する。裂開直前の葯は濃黄色。花盤は発達し、緑色から暗紫色。子房は下位。花柱は2個あり、長さ約0.5mmで、花時のはじめは直立するが、のちに水平に開く。果実は朔果で2個の心皮は大きさが異なり、朔果の嘴は平開する。種子は多数あり、長円形から楕円形で、長さ0.75-1.2mm、縦に約10個の不明瞭な低く鈍い稜があるか、または平滑になる。

## 分布と生育環境
日本では、北海道、本州の近畿地方以北に分布し、山地の林下または林縁の谷沿いの湿った場所に生育する。国外では、朝鮮半島、中国大陸（東北部）、ロシア沿海地方、アムールに分布する。

## 名前の由来
種小名（種形容語）ramosum は、「枝別れした」「分岐した」「枝のある」の意味。

## ギャラリー

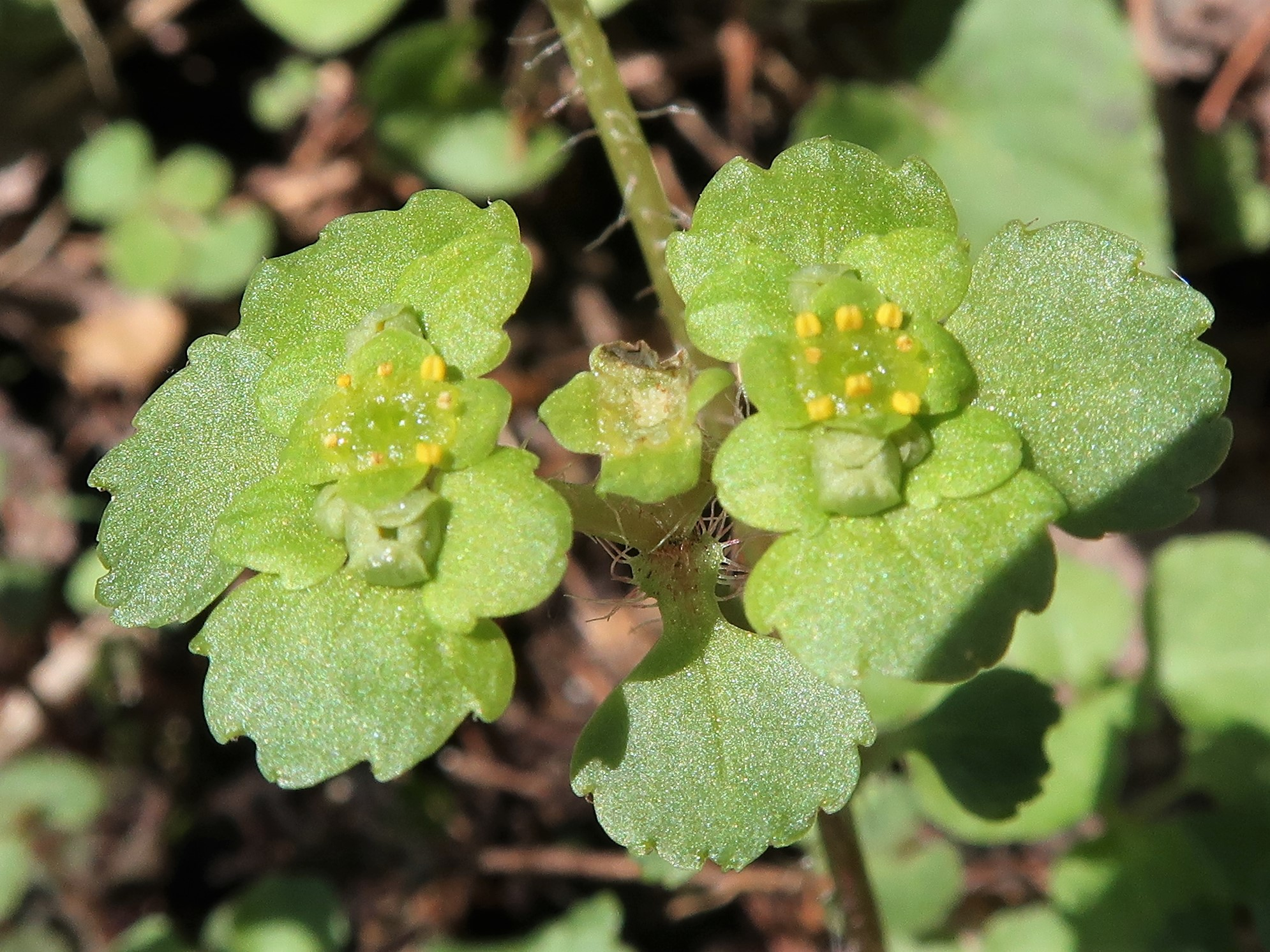
萼片は平開し、葯は黄色で萼片より短い。
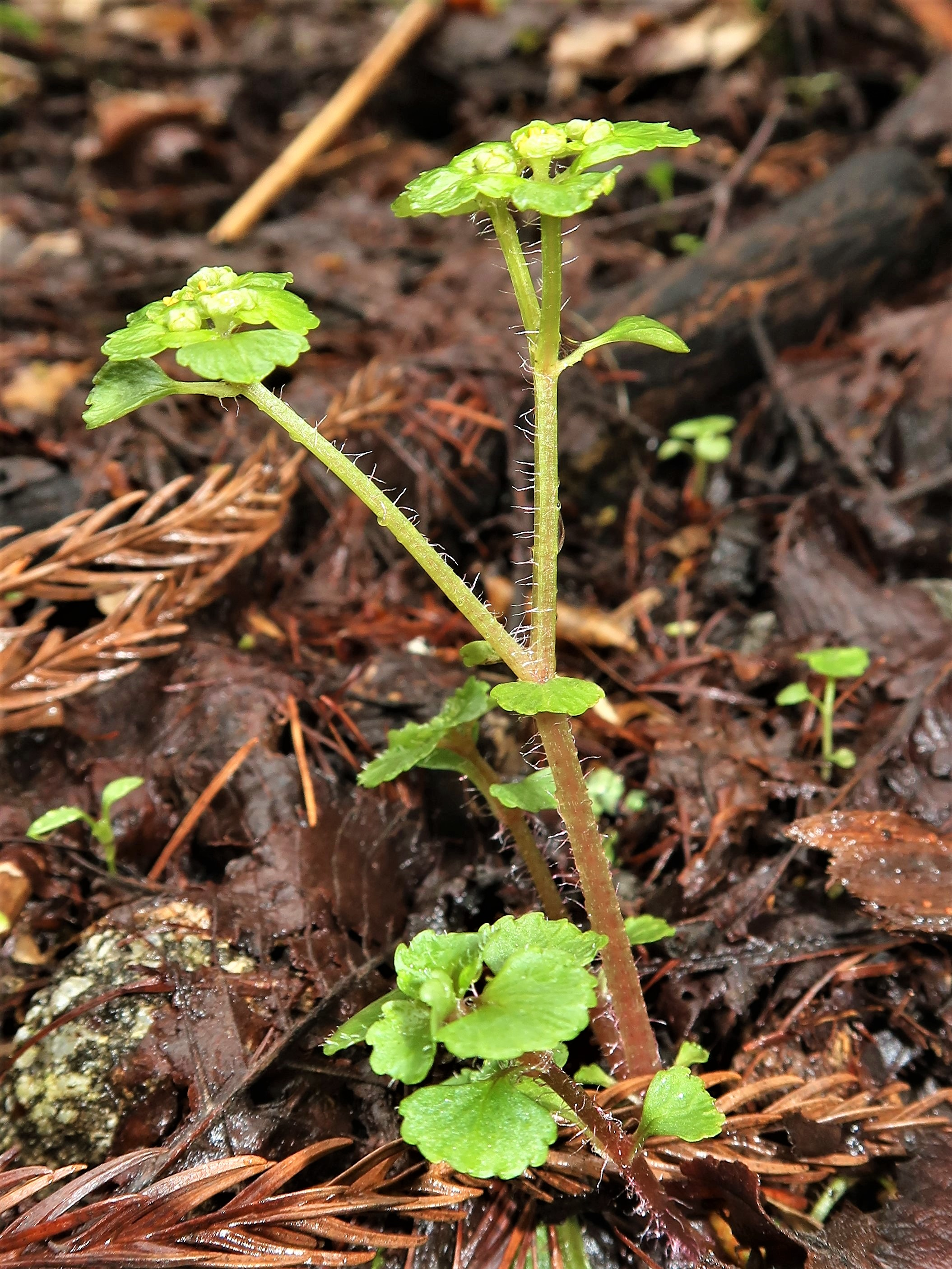
花茎には粗い開出する白い毛が生える。

## 下位分類
- コマルバネコノメ Chrysosplenium ramosum Maxim. f. microphyllum (Tatew. et Sutô) H.Hara[3] - 基本種と比べて全体に繊弱。葉は小さく、長さ2-3mmのもの[3]。
- オオマルバネコノメ Chrysosplenium ramosum Maxim. f. macrophyllum H.Hara[3] - 走出枝の葉の長さが2-2.5cmになるもの[3]。

これらについて、品種として分けない考えがあり、YListではこれらの学名は基本種のシノニムとしている。